# Alain Coumont
Alain Coumont (né le 4 mars 1961 à Huy) est un cuisinier et restaurateur belge, créateur du Pain quotidien.

## Biographie
Alain Coumont est le fils et le petit-fils d'épiciers. Ses grands-parents tenaient un hôtel en face de la gare de Huy. En 1977, après un voyage aux États-Unis où il a été impressionné par le succès de Michel Guérard, il abandonne ses études classiques pour s'inscrire à l'école hôtelière de Namur.